# 大坳水库 (上饶)
大坳水库位于中国江西省上饶县南部上泸镇，武夷山脉五府山北麓。又称为枫泽湖。是一座以防洪、发电、灌溉、养殖为主要功能的大（二）型水库。
水库控制流域范围涉及上饶县上泸镇、五府山镇及铅山县英将乡。水库上游有三条支流，分别为甘溪河、金钟山河和英将河。
2009年通过了水利部水利工程管理考核验收，成为江西省首家国家一级水库管理单位。